# Connie Francis
Connie Francis, född Concetta Rosa Maria Franconero den 12 december 1937 i Newark, New Jersey, död 16 juli 2025 i Pompano Beach, Florida, var en amerikansk sångerska och skådespelare. Hon var under slutet av 1950-talet och början av 1960-talet mycket populär och hade många hitlåtar.
Francis kom tidigt i kontakt med musik. Som tioåring uppträdde hon i den amerikanska TV-showen Startime, där unga talanger fick chansen att visa upp sig. Hon uppträdde först med dragspel, men snart gick hon över till enbart sång. Det var också här hon skaffade sig sitt mer lättillgängliga och korta artistnamn.
Hon började spela in singlar 1955, men i stort allt hon släppte floppade, fram till 1957 då hon gav ut singeln "Who's Sorry Now". Efter den avslutade hon 1950-talet med flera framgångsrika popsinglar, däribland "Everybody's Somebody's Fool" (hennes mest framgångsrika skiva enligt hennes memoarbok Who's Sorry Now?), "Stupid Cupid" (skriven av Neil Sedaka och Howard Greenfield), "My Heart Has a Mind of Its Own", "My Happiness", och "Lipstick on Your Collar".
Även första hälften av 1960-talet var hon också framgångsrik. Stora låtar från den tiden är "Where the Boys Are", "My Heart has A Mind of It's Own", och "Don't Break the Heart That Loves You". 1969 köptes MGM Records, som Connie spelade in för, upp av Polydor Records. Hon förnyade inte sitt kontrakt, utan höll en låg profil fram till 1973 då hon började spela in igen.
Connie Francis hade också en enormt framgångsrik karriär i Tyskland. Hennes första tyska inspelning, "Die Liebe ist ein Seltsames Spiel"  ("Everybody's Somebody's Fool") toppade de tyska försäljningslistorna i oktober 1960. Hon kom att få ytterligare två listettor i Tyskland, "Paradiso",  (september 1962) och "Barcarole in der Nacht",  (juli 1963). Överhuvudtaget var hennes repertoar internationell och förutom på tyska gjorde hon även inspelningar på italienska, franska, spanska, jiddish, japanska, grekiska, portugisiska, nederländska samt även två låtar på svenska: "Mister Twister",   och "Pretty Little Baby". Hennes skivor har sålt i mer än 35 miljoner exemplar världen över.
1970-talet var en dramatisk period i sångerskans liv då hon bland annat blev våldtagen och senare under en kort period på grund av sjukdom förlorade rösten. Även 1980-talet präglades av motgångar. På senare år började hon uppträda igen.

## Diskografi (i urval)
Album
- Who's Sorry Now? (1958)
- The Exciting Connie Francis (1959)
- My Thanks To You (1959)
- Connie Francis Sings Italian Favorites (1959)
- Christmas In My Heart (1959)
- Connie's Greatest Hits (1959) (samlingsalbum)
- Rock 'n' Roll Million Sellers (1959)
- Country And Western Golden Hits (1959)
- Connie Francis Sings Fun Songs For Children (1959)
- Connie Francis Sings Spanish And Latin American Favorites (1960)
- Connie Francis Sings Jewish Favorites (1960)
- More Italian Favorites (1960)
- Songs To A Swingin' Band (1961)